# ピエール・ジョーマ
ピエール・ジョーマは、超大型タンカー。バティラス級の3番船である。

## データ
- 運航会社

- デビュー   1977年

- その後  1983年に解体

- 全長   414.23m

- 全幅

- 総トン数

## 概要
ピエール・ジョーマは、バティラス級スーパータンカーの2番船として、1977年にデビューし、その5年後の、1983年に解体された。なお、全長では世界第2位の長さで、バティラス級の中では最大だった。

## 同船型
- 1番船「バティラス」

1976年  竣工   1985年  解体
- 2番船  「ベラミア」

1976年  竣工  1986年  解体
- 4番船   「プレリアール」

1979年  竣工 2003年  解体